# MI9
MI9, jinak též sekce 9 britského ředitelství vojenského zpravodajství, byla zpravodajská služba a oddělení při britském ministerstvu války v letech 1939 a 1945. Během druhé světové války bylo jeho úkolem pomoc odbojářům v okupovaných oblastech a záchrana spojeneckých vojáků, kteří se ocitli za nepřátelskými liniemi. MI9 byla rovněž v kontaktu s britskými válečnými zajatci.
MI9 se mimo jiné podílela na výsadkářské operaci, při které byli za nepřátelské linie posíláni palestinští Židé, kteří měli pomoci sestřeleným spojeneckým pilotům a místním židovským komunitám.